# 小島庸平 (経済史学者)
小島庸平（こじま ようへい、1982年- ）は、日本の経済史学者、東京大学准教授。

## 人物・来歴
東京都世田谷区生まれ。2005年東京大学農学部比較農業・経済学専修卒、2011年東京大学大学院農学生命科学研究科農業・資源経済学専攻博士課程修了、「大恐慌期日本農村における経済的統合政策の意義と限界 :長野県下伊那郡下2か村を事例として」で博士（農学）。東京農業大学国際食料情報学部助教などを経て、2019年東京大学経済学研究科准教授。2021年『サラ金の歴史』でサントリー学芸賞受賞。専門は日本農業史、日本金融史、日本経済史。

## 著書
- 『大恐慌期における日本農村社会の再編成 ― 労働・金融・土地とセイフティネット』ナカニシヤ出版、2020年）
- 『サラ金の歴史 消費者金融と日本社会』中公新書 2021.2

## 論文
- <小島庸平